# Пасат

Мапа атлантичних вітрів

Паса́т (від ісп. viento de pasada вітер, що сприяє руху чи вітер торгівлі)  — вітер, що дме між тропіками цілий рік, в північній півкулі з північно-східного, в південній — з південно-східного напряму, відділяючись один від одного безвітряною смугою. Над океанами пасати дмуть з найбільшою відповідністю цьому правилу, тоді як над материками і над прилеглими до останніх морями напрям пасатів частково видозмінюється під впливом топографічних перешкод. У Індійському океані, унаслідок конфігурації берегової лінії материка, пасати абсолютно міняють свій характер і перетворюються на мусони.

## Утворення
Унаслідок дії сонячних променів в екваторіальній смузі нижні шари атмосфери, сильніше нагріваючись, підіймаються вгору і прямують у напрямку до полюсів, тоді як внизу підходять нові холодніші потоки повітря з півночі і з півдня; унаслідок добового обертання Землі згідно з силою Коріоліса цей рух повітря приймає в північній півкулі північно-східний напрям (північно-східний пасат), а в південній півкулі — південно-східний напрям (південно-східний пасат). Чим ближче будь-яка точка земної кулі лежить до полюса, тим менший круг вона описує в добу, і отже, тим меншої швидкості набуває; таким чином, повітряні маси, що течуть з вищих широт, мають меншу швидкість, ніж точки земної поверхні на екваторіальній смузі, що обертаються із заходу на схід, тому повинні відставати від них і, отже, давати течію зі сходу на захід. У малих широтах, близько до екватора, різниця в швидкостях для одного градуса дуже незначна, оскільки меридіанні кола стають майже взаємно паралельними, і тому в смузі між 10° пн.ш. і 10° пд.ш. шари повітряні потоки, що притікають, набувають швидкості точок земною поверхнею, стикаючись із нею; внаслідок цього поблизу екватора північно-східний пасат приймає знову майже північний напрям, а південно-східний пасат майже південний і, взаємно зустрічаючись, вони дають смугу безвітря. У смузі пасатів між 30° пн.ш. і 30° пд.ш. у кожній півкулі дмуть два пасатні вітри: у північній півкулі внизу північно-східний, вгорі південно-західний, у південній внизу — південно-східний, вгорі північно-західний. Верхня течія називається антипасат, протипасат, або верхній пасат. За 30° північної і південної широт верхні шари повітря, що йдуть від екватора, опускаються до поверхні землі і правильність екваторіальної та полярної течій припиняється. З полярної межі пасату (30°) частина повітряної маси повертається до екватора як нижній пасат, а інша частина тече у вищі широти і сприймається у північній півкулі як південно-західний або західний вітер, а в південній — як північно-західний або західний вітер.